# ハイサイ!てれびすかす
『ハイサイ!てれびすかす』は、2006年4月3日から2007年3月30日までNHK沖縄放送局で毎週月曜 - 金曜 18:10 - 18:58:55に放送されていた地域情報番組。
後継番組は『ハイサイ!ニュース610』。

## コーナー
- メインニュース・特集
- アイランドトピックス - 離島および報道室の話題を中心に構成。
- ナマからハイサイ! - 毎日生中継を実施。アナウンサーが法被を着て出演していた。
- ぼくの絵私の絵 - 小学生の絵を作文とともに紹介。このコーナーで紹介した絵は、その翌週にNHK沖縄局で展示された。
- 交通情報・気象情報 - 当初は週間天気予報で沖縄本島の予報のみを表示していたが、2006年5月頃からは宮古島地方と八重山地方の予報も表示するようになった。

## キャスター

### スタジオ
- 池田耕一郎（アナウンサー）
- 知念芽衣

### ナマからハイサイ!担当（交替制）
- 渡辺裕之（アナウンサー）
- 武田真一（アナウンサー）
- 宮田貴行（アナウンサー）
- 中山庸介（アナウンサー）
- 中野淳（アナウンサー）
- 牛嶋瞳
- 牧山あゆみ
- 山城真紀

## その他
- 沖縄県では夏季（6月 - 10月）においては、地球環境対策と地域振興を目的として公の場でも「かりゆしウェア」の着用を奨励している。これに呼応するように、本番組も夏季においては、キャスターが「かりゆしウェア」を着用してニュースを伝えていた。
- ニュース項目に応じて柔軟な構成が組まれていたが[要説明]、基本的なフォーマットは前身の『太陽カンカンワイド』と同じであった。